# Viper (banda)
Viper és un grup musical brasiler de heavy metal format el 1985 a la ciutat de São Paulo.

## Història

### Primera etapa: 1985-1996
Viper va començar l'any 1985, amb la maqueta The Killera Sword. En aquell moment, tots els membres de la banda, formada per Andre Matos (veu), els germans Pit Passarell (baix) i Yves Passarel (guitarra), Felipe Machado (guitarra) i Cássio Audi (bateria), eren encara adolescents. Arran de l'èxit aconseguit, van ser convidats pel segell Rock Brigade per gravar el seu primer àlbum, Soldiers of Sunrise (1987); el disc va ser elogiat per la premsa especialitzada i la banda va ser convidada a fer l'obertura del concert de Motörhead al Brasil. El 1989, Sergio Facci es va fer càrrec de la bateria i van publicar l'àlbum Theatre of Fate, amb el teclista Junior Andrade. L'èxit de l'àlbum va dur la banda a signar un contracte internacional i el seu disc va sortir també al Japó (segell JVC) i a Europa (segell Massacre), entre 1991 i 1992.
A causa de diferències musicals amb la resta de la banda i molt ocupat amb la seva escola de música, Andre Matos va deixar Viper per centrar-se en els seus estudis musicals i formar el grup Angra, i Pit Passarell es va fer càrrec de la veu.
El grup va publicar un altre àlbum, Evolution (1993), gravat pel nou bateria Renato Graccia, que ja els havia acompanyat durant la gira Theatre of Fate; seguidament va venir la gira per Japó i l'àlbum en directe Maniacs in Japan. L'any següent, la banda va actuar a la primera edició del festival Monsters of Rock al Brasil i va treure al mercat Coma Rage, que presentava un so més hardcore. El 1996, la banda es va arriscar publicant un àlbum més punk en portuguès, Tem Pra Todo Mundo, però amb prou feines va arribar a les botigues a causa de la fallida del nou segell de la banda en aquell moment, Castle. Amb aquesta situació imprevista i enmig de problemes interns, la banda es va aturar durant uns anys.

### Segona etapa: 2005-2009
El 2005, la banda va tornar amb Ricardo Bocci a la veu i Guilherme Martin (que havia tocat a la banda anteriorment) a la bateria. Aquell agost van publicar el DVD Living For the Night – 20 Years of Viper, que contenia imatges i vídeos de tota la carrera de la banda, i poc després una maqueta amb noves cançons: Demo 2005. Guilherme Martin va deixar el grup aquell any i es va incorporar a la banda Luxúria, mentre que Renato Graccia va tornar a Viper en el seu lloc; Yves Passarel es va unir a la banda Capital Inicial.
El 2007, la banda va publicar l'àlbum All My Life i va iniciar una gira; l'any 2009, a causa de projectes personals, van declarar un descans. Felipe Machado va començar a dedicar-se a la seva professió de periodista, Pit Passarell va continuar com a músic amb una banda en solitari, Renato Graccia amb una banda que barrejava blues i rock, Marcelo Mello va començar a ensenyar guitarra i Ricardo Bocci va iniciar una gira per promocionar el seu senzill "My Way", que el va dur a actuar al Centro Cultural São Paulo (CCSP).

### Tercera etapa: 2012-actualitat
El 2012, la banda va anunciar la gira To Live Again per celebrar el 25è aniversari del disc Soldiers of Sunrise, en la qual per primera vegada van tocar els temes de Soldiers of Sunrise i Theatre of Fate de manera íntegra. El primer concert va tenir lloc l'1 de juliol a la ciutat de São Paulo, amb el retorn del vocalista Andre Matos després de 22 anys des de la seva marxa a la banda Angra i la formació clàssica de Pit Passarell, Felipe Machado i Guilherme Martin; el guitarrista Hugo Mariutti va substituir Yves Passarel, que finalment va fer aparicions durant la gira. Mentre va durar aquesta, Viper va fer l'obertura per a Kiss en els concerts de la banda estatunidenca a São Paulo i a Rio de Janeiro.
L'any següent va sortir al mercat un DVD en directe de la gira To Live Again i van fer una nova gira per celebrar el 25è aniversari de l'àlbum Evolution (1992). Aquell setembre, la banda va participar en el dia del metal de Rock in Rio, juntament amb Andre Matos, que estava de gira promocionant el seu llavors nou àlbum en solitari. En comentar el retrobament, Andre Matos va declarar: «Vaig tornar a ser amic de tothom i ens vam començar a veure de nou. […] Quan l'any passat [2012] va sorgir la idea que havíem de fer una gira d'aniversari i celebrar el primer disc, tothom va ser molt, molt positiu. Així que només calia esbrinar quan seria un bon moment per fer-ho, quan tothom tindria una mica de temps lliure en els seus horaris per encaixar-nos i fer-ho realment funcionar, i va funcionar.» Per a l'espectacle del 25è aniversari de l'àlbum Evolution, el cantant Leandro Caçoilo (antic membre d'Eterna) va assumir la veu a la banda.
El juny de 2019, el cantant Andre Matos va morir després de patir un atac de cor. Amb el retorn d'Hugo Mariutti a Shaman, la banda va anunciar que aniria de gira el 2020, i que hi interpretaria els grans clàssics dels seus 35 anys a la carretera. A causa de la pandèmia de la COVID-19, la gira es va cancel·lar. Ja com a quartet, la banda va tornar a l'estudi el 2021 per gravar el seu nou àlbum després de 14 anys, Timeless, que va veure la llum el 2022 i amb el qual van iniciar una nova gira.
Després de diversos homenatges a Matos, l'abril de 2023 Viper es va reunir amb les bandes Shaman i Angra, en les quals el vocalista havia cantat, per retre-li tribut en un concert que va tenir lloc al Summer Breeze Brasil.

## Membres
| Actuals - Pit Passarell – baix, veu i corista (1985-present) - Felipe Machado – guitarra, guitarra acústica, guitarra clàssica i corista (1985-present) - Guilherme Martin – bateria (1989-1991, 2001-2005, 2012-present) - Hugo Mariutti – guitarra (2012-present) - Leandro Caçoilo - veu (2017-present) | Ex-membres - Andre Matos - veu (1985-1990, 2012-2016), participacions el 2004, 2007 i 2017 - Yves Passarel - guitarra (1985-2001), participacions el 2007 i 2012 - Gustavo Rodrigues - bateria (2000-2006) - Cassio Audi - bateria (1985-1988) - Arnaldo Andrade - teclats (1987-1990) - Valdério Santos - bateria (1989), guitarra (2001 - 2007) - Renato Graccia - bateria (1991-2001, 2005-2012) - Ricardo Bocci - veu (2004-2010) |

### Cronologia
Unable to compile EasyTimeline input:

Timeline generation failed: 1 error found

Line 13:  id:lines value:black legend:Àlbums d'estudi

- Invalid attribute 'd'estudi' ignored.

```
 Specify attributes as 'name:value' pairs.

```

## Discografia
La discografia principal està formada per els següents àlbums:
| Any  | Títol                                   | Tipus                   |
| ---- | --------------------------------------- | ----------------------- |
| 1985 | The Killera Sword                       | maqueta                 |
| 1987 | Soldiers of Sunrise                     | àlbum d'estudi          |
| 1989 | Theatre of Fate                         | àlbum d'estudi          |
| 1989 | Viper 1989                              | maqueta                 |
| 1992 | Evolution                               | àlbum d'estudi          |
| 1993 | Maniacs In Japan                        | àlbum en viu            |
| 1993 | Vipera Sapiens                          | EP                      |
| 1994 | Coma Rage                               | àlbum d'estudi          |
| 1995 | Tem Pra Todo Mundo                      | àlbum d'estudi          |
| 1999 | Everybody Everybody – The Best of VIPER | compilació              |
| 2005 | Demo 2005                               | maqueta                 |
| 2005 | 20 Years Living for the Night           | documental (DVD)        |
| 2007 | All My Life                             | àlbum d'estudi          |
| 2015 | To Live Again - Live in São Paulo       | àlbum en viu (CD & DVD) |
| 2020 | The Spreading Soul Forever              | senzill                 |
| 2022 | Timeless                                | àlbum d'estudi          |

## Gires
- Theatre of Fate Tour (1989-1990)
- Evolution Tour (1992-1993)
- Coma Rage Tour (1994-1995)
- All My Life Tour (2007-2009)
- To Live Again Tour (2012)